# История Манитобы
История Манитобы является составной частью истории Канады. Название провинции связано с одноименным ледниковым озером, которое в переводе с языка местных индейцев кри означает «дорога духов-маниту».
В XVII веке сюда начали проникать европейские мехоторговцы (Пьер-Эспри Радиссон). Одним из первых поселений в 1684 году стал Йорк-Фэктори (французы называли его Fort-Bourbon) на западном берегу Гудзонова залива. Спустя 4 года был основан Черчилл. В 1783 году французские поселенцы основали городок Фор-Руж. Смешение этих поселенцев с индейцами породило канадских метисов (Франкоманитобцы). 
В 1844 году на территорию нынешней столицы провинции прибыли монашки из Монреаля, которые учредили миссию Сен-Бонифас. В районе Ред-Ривер к началу XIX века образовалась самостийная республика канадских метисов, промышлявших охотой на бизонов. После образования Канады, возникли планы по включению Манитобы в ее состав, однако канадские метисы требовали сохранения своих прав. Вспыхнуло восстание на Ред-Ривере, во главе которого стал Луи Риэль.
В 1870 году Манитоба присоединилась к Канаде в качестве 5-й провинции. В крае развернулась ожесточенная борьба между франкоканадцами и англоканадцами. 
В 1891 году в провинцию стали прибывать украинцы из Австро-Венгрии, которые составили влиятельную диаспору. 
В 1919 в столице провинции произошла Виннипегская всеобщая забастовка